# بنفشه زودرس نیلی
 بنفشه زودرس نیلی(نام علمی: Viola adunca) نام یک گونه از سرده بنفشه است.